# Carex rubicunda
Carex rubicunda är en halvgräsart som beskrevs av Donald Petrie. Carex rubicunda ingår i släktet starrar, och familjen halvgräs. Inga underarter finns listade i Catalogue of Life.